# Ataúd de seguridad

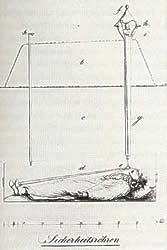
Diseño de ataúd de seguridad, de 1829

Los ataúdes de seguridad son ataúdes con sistemas de seguridad por si a alguna persona la enterraran viva accidentalmente. Consisten en poner mecanismos dentro provocando el sonido de una campana, que salga una bandera en la superficie, etc. con la intención de ser rescatados y en algunos casos dar oxígeno al interior de la tumba.
En 1897, el conde Karnice-Karnicki de Bélgica patentó un sistema de rescate que mecánicamente detectaba movimiento en el pecho que accionaría una bandera, una lámpara, una campana y aire fresco. En parecido sentido, en Gran Bretaña se desarrollaron varios sistemas para salvar a los enterrados vivos, incluyendo paneles de cristal rompibles en la tapa del ataúd y sistemas de poleas que alzarían banderas en la superficie (sin aportación de aire, como en el modelo italiano, esto naturalmente sería inútil sin guardias que vigilaran sobre la tumba). En 1995, un fabricante italiano de ataúdes introdujo un modelo con un sistema de intercomunicación y un mensáfono.